# Neuf de trèfle
Le neuf de trèfle (9♣) est une des cartes à jouer traditionnelles en Occident. Elle apparaît dans les jeux de 32 cartes et de 52 cartes et dans certains jeux de tarot. Il s'agit d'une valeur dont l'enseigne est le trèfle. C'est donc une carte de couleur noire.

## Valeur
N'étant pas une figure, le 9 de trèfle a généralement une valeur nulle dans les jeux de cartes. Ce n'est toutefois pas toujours le cas : ainsi, à la belote, il vaut 14 points à l'atout (seul le valet vaut plus).

## Symbole Unicode
Le neuf de trèfle fait l'objet d'un encodage Unicode :
- U+1F0D9 🃙 playing card nine of clubs (HTML : &#127193;)